# JD.com
JD.com, Inc., còn được biết với tên Jingdong (tiếng Trung: 京东; Hán-Việt: Kinh Đông; bính âm: Jīngdōng) và trước đây là 360buy, là một công ty thương mại điện tử của Trung Quốc có trụ sở tại Bắc Kinh. Công ty là một trong hai nhà bán lẻ B2C khổng lồ ở Trung Quốc theo lượng giao dịch và doanh thu, là thành viên của Fortune Global 500 và là đối thủ cạnh tranh với Alibaba. Tính đến quý đầu của năm 2018, trang JD.com của công ty có 301,8 triệu người dùng. JD.com, Inc. được niêm yết trên Nasdaq của Hoa Kỳ vào tháng 5 năm 2014.
Công ty do Lưu Cường Đông thành lập vào tháng 7 năm 1998, và nền tảng bán lẻ trực tuyến của nó bắt đầu từ năm 2004. Kinh doanh đồ điện tử, điện thoại di động, máy tính và các mặt hàng liên quan là chủ yếu. Công ty đặt tên miền là 360buy.com vào tháng 6 năm 2007 và đổi thành JD.com vào năm 2013. Cùng thời điểm, JD.com đã công bố logo và linh vật mới đại diện cho họ. Tập đoàn Tencent chiếm đến 20% cổ phần của công ty.
JD.com là công ty hàng đầu thế giới về phân phối công nghệ cao và trí tuệ nhân tạo. Sở hữu hệ thống máy bay không người lái, cơ sở hạ tầng lớn nhất thế giới. Những năm gần đây, họ bắt đầu thử nghiệm các dịch vụ giao hàng bằng robot và máy bay không người lái, xây dựng sân bay, vận hành việc giao hàng tự động.

## Lịch sử
- Tháng 6 năm 1998: Công ty được thành lập với tên Jingdong Century Trading Co., Ltd tại Bắc Kinh, Trung Quốc.
- Tháng 1 năm 2004: Trang web B2C của công ty ra đời với tên jdlaser.com.
- Tháng 6 năm 2007: Bắt đầu sử dụng tên miền 360buy.com và tên công ty được đổi thành Jingdong Mall.
- Tháng 12 năm 2010: 360buy.com bắt đầu kinh doanh sách trực tuyến. CD, DVD và sách điện tử đã được thêm vào những tháng tiếp theo.
- Tháng 4 năm 2011: 360buy.com ra mắt nền tảng có tên là "POP" cho các chủ sở hữu thương hiệu.
- Tháng 10 năm 2012: en.360buy.com được tung ra thị trường quốc tế.
- Tháng 3 năm 2013: Tên miền của công ty được đổi thành JD.com.
- Tháng 3 năm 2014: Tencent mua 15% cổ phần của JD.com bằng tiền mặt và bàn giao các doanh nghiệp thương mại điện tử của tập đoàn là Paipai, QQ, Wanggou và cổ phần của Yixun cho JD.com, để cạnh tranh với Alibaba Group Holding Ltd.[20]
- Tháng 6 năm 2015: JD.com ra mắt phiên bản tiếng Nga của trang webvnhằm mở rộng kinh doanh ra toàn cầu.
- Tháng 6 năm 2016 - Walmart bán doanh nghiệp thương mại điện tử Trung Quốc Yihaodian của mình cho JD.com để đổi lấy 5,9% vốn cổ phần trị giá 1,5 tỷ USD.[21]
- Tháng 10 năm 2016: Cổ phần của Walmart trong JD.com tăng gấp đôi lên 10,9%.[22]
- Tháng 2 năm 2017: Walmart đầu tư vào JD.com 289,1 triệu đô cổ phiếu, tương đương 12,1%.[23]
- Tháng 6 năm 2017: JD.com đầu tư 397 triệu đô la vào Farfetch, một thị trường cho các thương hiệu xa xỉ, như là một quan hệ đối tác mới.[24]
- Tháng 7 năm 2017: JD.com và Walmart ra mắt lễ hội mua sắm JD-Walmart thường niên lần đầu tiên vào ngày 8 tháng 8.[25]
- Tháng 9 năm 2017: JD.com cam kết phát triển hiệu quả giao hàng bưu kiện tại Trung Quốc, đầu tư 101 triệu đô la để trợ cấp cho các thương nhân trong JD.com cho chi phí phân phối, bắt đầu từ việc dự trữ hàng hóa cho ngày Độc thân 2017.[26]
- Tháng 11 năm 2017: JD.com đạt kỷ lục doanh thu 19,1 tỷ đô la Mỹ trong Ngày độc thân 2017.[27]
- Tháng 1 năm 2018: JD.com khai trương chuỗi siêu thị công nghệ cao 7Fresh.[28]
- Tháng 1 năm 2018: JD.com đầu tư 50 triệu đô vào dịch vụ bán lẻ Tiki.vn.[29]
- Tháng 2 năm 2018: JD.com đầu tư vào thị trường Pháp và Vương quốc Anh, với mong muốn có mặt ở khắp Châu Âu trong vài năm tới.[30]
- Tháng 2 năm 2018: JD.com tách khỏi JD Finance và thu về 2,1 tỷ đô la trong việc tăng vốn.[31]
- Tháng 5 năm 2018: Metcash hợp tác với JD.com để bán tạp hóa tại Trung Quốc.[32]
- Tháng 2 năm 2019: JD.com mua lại khách sạn Jade Palace ở Bắc Kinh với giá 400 triệu USD.[33]

## Tiếp thị kỹ thuật số

### Jingteng Plan
Vào năm 2015, JD.com và Tencent đã công bố "Jingteng Plan", nhằm giúp đỡ thương nhân để thiết lập thương hiệu và thúc đẩy hiệu quả việc tiếp thị bằng cách liên kết dữ liệu tiêu thụ của JD.com với dữ liệu xã hội của Tencent. Jingdong có khoảng 170 triệu người dùng thương mại điện tử, và Tencent có nhiều người dùng nhất ở Trung Quốc tại hai ứng dụng WeChat và QQ.

### Quan hệ đối tác với Farfetch
Kể từ khi số lượng người dùng tăng đáng kể ở Trung Quốc, vào năm 2017, Jingdong đầu tư 397 triệu đô la vào Farfetch, một công ty kinh doanh thương mại điện tử có trụ sở ở Luân Đôn. Quan hệ đối tác này nhằm mục đích tăng trưởng thị phần của cả hai tại Trung Quốc.

### Quan hệ đối tác với Ruyi
Vào 4 tháng 9 năm 2018, JD.com ký một thỏa thuận với Ruyi, một thương hiệu may mặc và thời trang lớn dữ hữu nhiều thương hiệu nhỏ gồm Aquascutum, CERRUTI1881, Sandro và Maje. Nhờ sự hợp tác này, họ đã mở các cửa hàng thời trang tại trung tâm thành phố như ở Thượng Hải hay Bắc Kinh.